# 腓力·墨蘭頓
腓力·墨蘭頓（Philipp Melanchthon，或譯作菲利普·梅兰希通，1497年2月16日—1560年4月19日），著名的早期基督新教信義宗神學家，是第一個將信義宗神學系統化的人。是德国语言学家、哲学家、人类学家、神学家、教科书作家和新拉丁语诗人，被譽為“德国的老師”（Praeceptor Germaniae），他與馬丁·路德是最好的朋友與同志，是德意志宗教改革乃至全歐洲的宗教改革中，同时也是除馬丁·路德外的另一个重要人物。

## 早年和教育
他于1497年2月16日出生在布雷滕，本名為菲利普·施瓦茨埃爾特（Philipp Schwartzerdt），其父為格奧爾格·施瓦茨埃爾特（1459–1508），是普法尔茨選侯菲利普的軍械匠。 母親名為芭芭拉·羅伊特爾（Barbara Reuter，1476/77–1529）。布雷滕在1689年於普法爾茨繼承戰爭期間被法軍焚毀。當地的墨蘭希通故居於1897年建於其出生地遺址上。
1507年，他被送往普福爾茨海姆的拉丁學校就讀，校長為來自溫普芬的格奧爾格·西姆勒（Georg Simler），後者向他介紹了拉丁與希臘詩人及亞里士多德的作品。他也受到其外祖叔約翰·羅伊希林的影響，羅伊希林是一位文藝復興人文主義者，他建議菲利普效仿當時人文主義者的習慣，將姓氏“Schwartzerdt”（意為“黑土地”）譯為希臘語的等義詞“Melanchthon”（Μελάγχθων）。
1508年，年僅11歲的菲利普在短短11天內接連失去祖父（10月17日逝）與父親（10月27日逝）。 他與兄弟被接到普福爾茨海姆，與外祖母伊麗莎白·羅伊特爾（Reuter）同住，她是羅伊希林的姐姐。
次年，他進入海德堡大學，學習哲學、修辭學、天文學與占星學，並因精通希臘思想而聞名。 1509年，他在海德堡大學獲得學士學位；1512年在蒂賓根大學取得碩士學位，並在取得學位後留校任教。1518年，他應其叔父之邀，被召至維滕貝格講授希臘語。 在維滕貝格期間，他亦由約翰內斯·施特費勒傳授占星術的技術層面。
1512年取得碩士學位後，他開始在蒂賓根學習神學。 在羅伊希林、伊拉斯謨等人的影響下，他相信真正的基督教與大學所傳授的士林神學是不同的。1519年，他獲得神學學士學位，並迅速與馬丁·路德合作進行聖經翻譯工作。
他的最早期出版作品包括：由雅各布·溫普費林編輯的詩集（約1511年）、《著名人物書信集》（1514年版）之序言、一版特倫斯作品集（1516年），以及一本希臘語語法書（1518年）。

## 與馬丁·路德
墨蘭頓先在图宾根，後在维滕贝格大學教授希臘文。與馬丁·路德相識於1518年，這次決定性的會見，把墨蘭頓從人文主義者變成神學家和新教運動家。他年紀才20歲，個性畏縮卻學問淵博，而路德則是神學教授，長他十四歲的路德認為他有不凡的才智與品格，在路德強力影響之下，成為改教運動的大力擁護者，對信義宗教義的影響，在某些地方甚至大過路德。他們二人的性情極為不同：路德激烈，而墨蘭頓愛好和平，但二人仍是相知相惜。路德自言：「我生下來就是為了爭戰，與黨派和魔鬼爭戰，因此我的書充滿了風暴與爭戰的味道。我必須挪開殘枝朽木、披荊斬棘……像個粗野的山林工人，開闢道路預備一切。而墨蘭頓安靜的走著，愉快的耕種、栽植、播種、澆灌，都照著上帝給他的豐富。」因此墨蘭頓以「安靜的改教家」聞名。
墨蘭頓在1519年的萊比錫辯論會上公開支持路德。路德離開威丁堡後，墨蘭頓代表路德出席，並為路德辯護。對路德翻譯的德文聖經也有貢獻。

## 哲學與神學
墨蘭頓的教訓，在某些教理因素上，與路德不同。墨蘭頓受溫和人文主義學者伊拉斯謨很大的影響，在路德去世前他不能公開表達出來。墨蘭頓以及有些信義宗基督徒，在救恩學上傾向於一種福音派的神人合作說，並尋求與羅馬教會和平相處。
在關於聖餐和基督位格的論題，墨蘭頓是接近馬丁·布策和加爾文的看法。對聖餐沒有獨自的看法。他的性情，寧可避開爭論，而不要解決問題。我們無法肯定說，墨蘭頓到底是否接受加爾文的聖餐看法；不過，他倒是喜歡加爾文的看法，有許多跡象，顯示他在晚年較喜歡加爾文的看法過於路德的看法。墨蘭頓與路德發生爭執，結果墨蘭頓派敗北；因墨蘭頓思想缺乏獨創性和積極性，太中立，又無傑出的學者出來支持他的看法，接著又有路德出來發表協和信條，此舉對墨蘭頓派也很不利。墨蘭頓的同路人意圖構成一個新的宗派，但後來卻沒有成功，他們後來便避難於德國許多行政區和城市裡面。再者，那拒絕協和信條的人，也都隨從了墨蘭頓的思想。

### 墨蘭頓論因信稱義
為什麼惟有因信可以稱義？墨蘭頓的回答是：既然我們是單單因著神的慈愛才得以稱義，而信心顯然是承認神慈愛的標記，所以惟有因信可以稱義。人在稱義以後，行為雖然是源於神的靈，但因為仍是由不純潔的肉體實行，因此其行為的本身也是不純潔的。「稱義」雖已開始，但尚未結束。因此，「稱義」被歸於信心，亦即被歸於神的慈愛，與人的努力、行為、功德無關。「義」的開始與成長，都與神的慈愛相連，因此整個人生的「義」，都惟獨因為信心。

### 墨蘭頓論大公的性質
「大公」意為「普遍的」及「大體上」，......為何此詞被加入信經的文章之中，以致教會被稱為大公教會？因為教會的聚集乃分散在世界各地，也因為歷世歷代，自始至終，無論其成員在何處，無論他們有何地域相隔，都接受相同的信仰，作出相同的真理教義的宣告。真正配稱為大公教會的，是接受真正的大公教會教義的，受到歷世歷代的見證所支持，相信先知及使徒的教導，不容忍傾軋、異端，以及異端的集會。我們應當都是大公的，亦即接受正派教會所持守的信念，不與敵對神的道的教派糾纏不清，反而與之畫清界線。

## 著作
1521年他出版了有名的《羅馬書概要》又叫做《教義要點》，這是改教後第一次發表其教義，將路德宗信仰系統化，成為改革信仰的第一本系統神學。路德對它評價很高「去讀墨蘭頓的『教義要點』，其重要性僅次於聖經；這是本奇妙的好書，用輕鬆而井然有序的方式，教導人純正的神學。 」
1530年他和路德同起稿有名的奧斯堡信條，並寫了一份辯護書，因此揚名全歐洲。六月二十五日，神聖羅馬皇帝查理五世為了土耳其帝國西侵的形勢，召開奧斯堡會議，尋求合作的可能，以共禦外敵。其時路德仍處於非法分子的身分，且被教皇破門，自然不能公然赴會。墨蘭頓所擬訂的奧斯堡信條，說明其立場；此信條堅定宣告福音信仰，成為路德宗的信仰基要。